# Gerrit van Houten
Gerrit van Houten (Groningen, 29 augustus 1866 – Santpoort, 18 januari 1934) was een Nederlands kunstschilder en tekenaar.

## Leven
De familie Van Houten woonde aan het Damsterdiep, net buiten de poorten van de stad Groningen. Gerrit zou het huis op nummer 215, waar hij op 29 augustus 1866 geboren werd, nu nog wel herkennen, maar de omgeving zou hem volkomen vreemd zijn.
De indeling van het huis is niet wezenlijk veranderd; de waterpomp in de keuken is er nog altijd, ook al functioneert hij niet meer. De paardenstal is tegenwoordig een depot. Eén gang en een kamer in het vroegere kantoor zouden hem ook nog bekend voorkomen. Ze zijn nog helemaal in de oude staat en de deuren hebben door hemzelf beschilderde panelen.
Het huis hoorde bij de houthandel en houtzagerij van Gerrits vader Hindrik en diens broer Jakob. Bij het huis stond de houtzaagmolen 'De Twee Reizigers'. Het huis lag aan het water van het Damsterdiep. Achter het huis waren sloten gegraven waarin het hout werd 'gewaterd' om het te verduurzamen. Keek je naar het westen, dan zag je de stadswallen en de Steentilpoort. Aan de andere kanten waren er weilanden, zover het oog reikte. Op het terrein van de houthandel is rond 1980 een woonbuurt gebouwd. De straatnamen verwijzen naar de voormalige houthandel, Balkgat, Holtstek en Zagerij.

### Huiselijke omstandigheden
Gerrit groeide op in een kunstzinnige omgeving. Vader Hindrik, die naast zijn bedrijf ook politiek actief was als lid van de Groninger gemeenteraad en van Provinciale Staten, tekende graag in zijn schaarse vrije tijd. Moeder Alida Cornelia Christina ten Bruggencate tekende weliswaar niet, maar had wel grote belangstelling voor kunst. Gerrits oudste broer Derk tekende en schilderde ook, maar stopte daar mee toen hij het te druk kreeg met zijn werk in de houthandel. Zijn jongere zuster Alida werd schilderes, al had zij minder talent dan Gerrit. Verder was er nog tante Sientje van Houten, die getrouwd was met de bekende schilder Hendrik Willem Mesdag en zelf ook schilderde. En nicht Barbara, dochter van oom Samuel van Houten (die wij kennen als minister), was ook schilderes. Van Gerrits en Alida's jongere broers Samuel en Jan, en jongste zuster Sientje zijn geen teken- of schilderactiviteiten bekend.
Gerrit kreeg al tekenlessen op de Academie Minerva toen hij nog op de lagere school zat. Op zondag hielp zijn vader hem, ook Derk en Alida deden mee. Gerrit was een goede leerling op school, maar hij was wel ziekelijk. Zo bleef hij in de winter van 1879/1880 drie maanden thuis met geelzucht. Hij kreeg van zijn ouders een waterverfdoos, om zichzelf bezig te kunnen houden. Aquarelleren is een moeilijke techniek, maar Gerrit had haar al snel onder de knie.
Zijn eerste olieverfschilderij maakte hij in 1881, een zeegezicht. Hiervoor mocht hij de schilderskist van zijn broer Derk gebruiken.
Vaak brachten de kinderen Van Houten hun zomervakanties door bij hun grootouders Ten Bruggencate in Almelo, en na hun overlijden bij hun oom en tante Ten Bruggencate die in het ouderlijk huis waren blijven wonen. Gerrit tekende veel in de bosrijke omgeving.
Na de lagere school ging Gerrit naar het Stedelijk Gymnasium. De combinatie school/tekenen werd hem echter al gauw te veel. Daarom besloten Gerrits ouders om hem aan het eind van het tweede schooljaar van school te halen en voorrang te geven aan een toekomst voor hem als kunstenaar.

### Aankomend kunstenaar
Nu hij niet meer naar school hoefde, kon Gerrit in september 1882 met zijn vader naar Den Haag. Hij ging niet alleen heen om te tekenen en te schilderen, maar ook om er zijn werk te laten zien. Den Haag was in die dagen hét kunstcentrum van Nederland. Via zijn oom H.W. Mesdag, maar ook via de kunsthandel Goupil & Cie., probeerde hij in het kunstcircuit te komen. Maar dat lukte niet.
Terug in Groningen probeerde hij om daar verder voet aan de grond te krijgen in de kunstenaarswereld. Al in maart 1882 had hij zijn aquarel De Bornse hut, die hij eind 1881 gemaakt had, bij het Kunstlievend Genootschap Pictura geëxposeerd. In november van hetzelfde jaar mocht hij weer een paar aquarellen tentoonstellen bij Pictura. Ze werden goed ontvangen. Ook daarna exposeerde hij er nog enkele malen.
Het jaar 1883 bracht veel tegenslag: op 6 mei overleed vader Hindrik na een kort ziekbed, pas 50 jaar oud, en het bezoek dat Jozef Israëls aan Gerrit zou brengen, ging als gevolg daarvan niet door. Zo miste de jonge schilder opnieuw een kans om via een bekende kunstenaar in de openbaarheid te komen.
Later dat jaar probeerde Gerrit zijn werk ook buiten Groningen te presenteren. Hij slaagde er zelfs in om een schilderij, een zeegezicht, toegelaten te krijgen op de Exposition Internationale in Nice.
Hoewel Gerrit in het dagelijks leven een wat teruggetrokken jongen was, deed hij alle correspondentie met de verschillende kunstgenootschappen en andere organisaties in binnen- en buitenland helemaal zelf. Maar hoe hij ook schreef, het lukte hem niet één keer om werk van zijn hand verkocht te krijgen.

### Scholing
Dat Gerrit niet meer naar school hoefde, betekende niet dat hij geen enkele vorm van onderwijs meer kreeg. Hij ontving privélessen Frans, Duits en Engels en overlegde met de directeur van de Academie Minerva, Johannes Hinderikus Egenberger, hoe hij zich als kunstenaar het beste verder kon bekwamen. Het antwoord luidde dat Gerrit op de Academie nog maar weinig nieuws kon leren. Gerrits oom Sam van Houten die na het overlijden van vader Hindrik voogd was geworden, raadde aan om colleges plant- en dierkunde te volgen aan de universiteit. Dat heeft hij ook korte tijd gedaan, maar het was hem al gauw duidelijk dat dit van weinig nut was voor het tekenen en schilderen. Lessen in perspectieftekenen bij S. Berghuis leverden meer praktische en theoretische kennis op.
Gerrit besloot om toelatingsexamen te doen bij de Rijksakademie van beeldende kunsten in Amsterdam maar werd afgewezen. 
Op aanraden van oom Mesdag ging hij in oktober 1884 naar Den Haag. Daar kon hij zonder toelatingsexamen lessen volgen aan de Academie. Maar ook dit werd geen succes. Na enkele maanden keerde hij terug naar Groningen.
Lessen nam hij niet meer en zo kwam hij helemaal op zichzelf te staan. Dat viel hem zwaar en hij werd depressief. Zijn teruggetrokkenheid die eerst niet meer dan een karaktertrek was, veranderde langzamerhand tot een geestelijk isolement. Om dat te doorbreken ging hij logeren bij zijn familie, eerst in Almelo, later in Deventer. Maar verbetering bleef uit en op doktersadvies werd hij opgenomen in het bad- en herstellingsoord voor zenuwzieken in Laag-Soeren. De eerste weken tekende hij niets, maar na verloop van tijd begon hij er toch weer plezier in te krijgen. Op instigatie van zijn moeder verruilde Gerrit het Gelderse herstellingsoord voor een verblijf bij zijn oom en tante in Almelo, waar hij liefdevol verzorgd werd. Langzamerhand ging het wat beter.
De verbetering was echter maar van korte duur. Omdat de verzorging van Gerrit zijn familie veel inspanning kostte, besloot zijn moeder hem elders onder te brengen. Via een advertentie kwam ze in contact met dokter Fischer in Surhuisterveen, die bereid was Gerrit in zijn gezin op te nemen. Zo verhuisde hij in september 1887 naar Friesland, waar hij het ene na het andere schetsboek voltekende en piano speelde. In 1890 verhuisde Gerrit met de dokter en zijn gezin mee naar Lippenhuizen. Toen mevrouw Fischer in oktober 1891 overleed, kon hij niet langer in Friesland blijven.
Hij keerde voor korte tijd terug naar zijn oom en tante in Almelo, terwijl zijn familieleden naar een structurele oplossing zochten. Maar Gerrits toestand werd alleen maar slechter. In oktober 1892 ging Gerrit, 26 jaar oud, naar Oud Meerenberg – het latere Provinciaal Ziekenhuis Noord-Holland in Santpoort. Het bleek het definitieve einde van een kunstenaarschap dat geen kans heeft gekregen om tot rijpheid uit te groeien en dat na zijn 20e levensjaar al een duidelijke neergang had laten zien. Gerrit van Houten overleed in Santpoort op 18 januari 1934. Hij werd begraven op de Zuiderbegraafplaats in Groningen.

## Werk
Gerrit van Houten heeft ongeveer 900 tekeningen, 180 aquarellen en 85 schilderijen nagelaten. Vanaf het moment dat hij zelf niet meer voor zijn werk kon zorgen, hebben zijn broers en zussen dat gedaan. Slechts enkele werken bevinden zich in particulier bezit, een paar stukken zijn spoorloos verdwenen. Van één werk is bekend, dat Gerrit het zelf vernietigd heeft.
Het grootste deel van de tekeningen bestaat uit schetsen, detailstudies, kleurnotities en concepten. Het tekenen was voor Gerrit in de eerste plaats een hulpmiddel. Alles wat als onderwerp voor een aquarel of schilderij zou kunnen dienen, werd in een schetsboek vastgelegd. Ook uitgewerkte tekeningen moeten als studies worden opgevat. Toch zijn van weinig schilderijen en aquarellen voorstudies of concepttekeningen te vinden. Waarschijnlijk heeft Gerrit veel van zijn werk op locatie gemaakt. Zijn onderwerpen waren nooit ver weg: de tuin en de omgeving van het huis in Groningen, het Twentse landschap wanneer hij in Almelo logeerde, portretten en stillevens.
In Surhuisterveen hield Gerrit op met schilderen en even later ook met aquarelleren. Maar tekenen heeft hij tot zijn opname in Santpoort gedaan. Niet meer als voorbereiding voor een schilderij of aquarel, maar als doel op zichzelf. De onderwerpen bleven min of meer hetzelfde als vroeger: bloemstillevens, molens, het landschap rond Surhuisterveen, bomen. Maar ze zijn slordig getekend en laten zien dat zijn tekenvaardigheid door zijn ziekte was aangetast. Toen hij in Santpoort was opgenomen, mocht hij niet meer tekenen of schilderen.

## Gerrit van Houten Stichting
Op aanraden van de familienotaris werd in 1945 de Gerrit van Houten Stichting in het leven geroepen met als doel het werk van Gerrit bijeen te houden en bekend te maken. Het eerste bestuur bestond uit Gerrits broers en zussen Jan, Samuel, Alida en Sientje. Zij allen bewonderden het talent van hun broer en hadden de stichting tot erfgenaam benoemd. In de loop der jaren heeft de stichting verschillende pogingen gedaan om het werk van Gerrit permanent tentoongesteld te krijgen, eerst in het Groninger Museum, later in het Singer Museum in Laren. Verder dan een tijdelijke tentoonstelling kwam het echter niet.
In 1972 kon de stichting de Fraeylemaborg kopen. Voor het beheer daarvan werd een aparte stichting opgericht, waarin de Gerrit van Houten Stichting deelnam. Twee kamers van de borg kwamen ter beschikking voor het kunstbezit van de Gerrit van Houten Stichting.
In het geboortehuis van Gerrit van Houten is tegenwoordig een kinderdagverblijf gevestigd. Het kantoor van de voormalige houthandel is nu de bestuurskamer van de Gerrit van Houten Stichting. Deze beheert nog steeds de schilderijen, tekeningen en aquarellen.
De stichting geeft bekendheid aan het werk van Gerrit van Houten door het tentoonstellen van selecties uit zijn werken in de Fraeylemaborg en door het ter beschikking stellen van de collectie aan musea ten behoeve van exposities. In 2006 heeft de Gerrit van Houten Stichting de Gerrit van Houten Prijs ingesteld, die eens in de vijf jaar wordt uitgereikt. Het doel van deze prijs is enerzijds om het werk van Gerrit van Houten breder onder de aandacht te brengen en anderzijds om het hedendaagse kunstenaarschap te stimuleren.

## Galerij

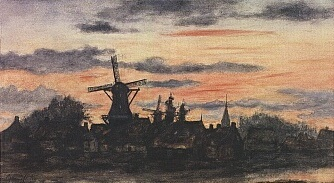
Avondlandschap (ca. 1880)
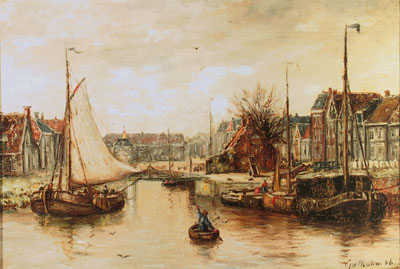
Binnen-Damsterdiep in Groningen (1886)
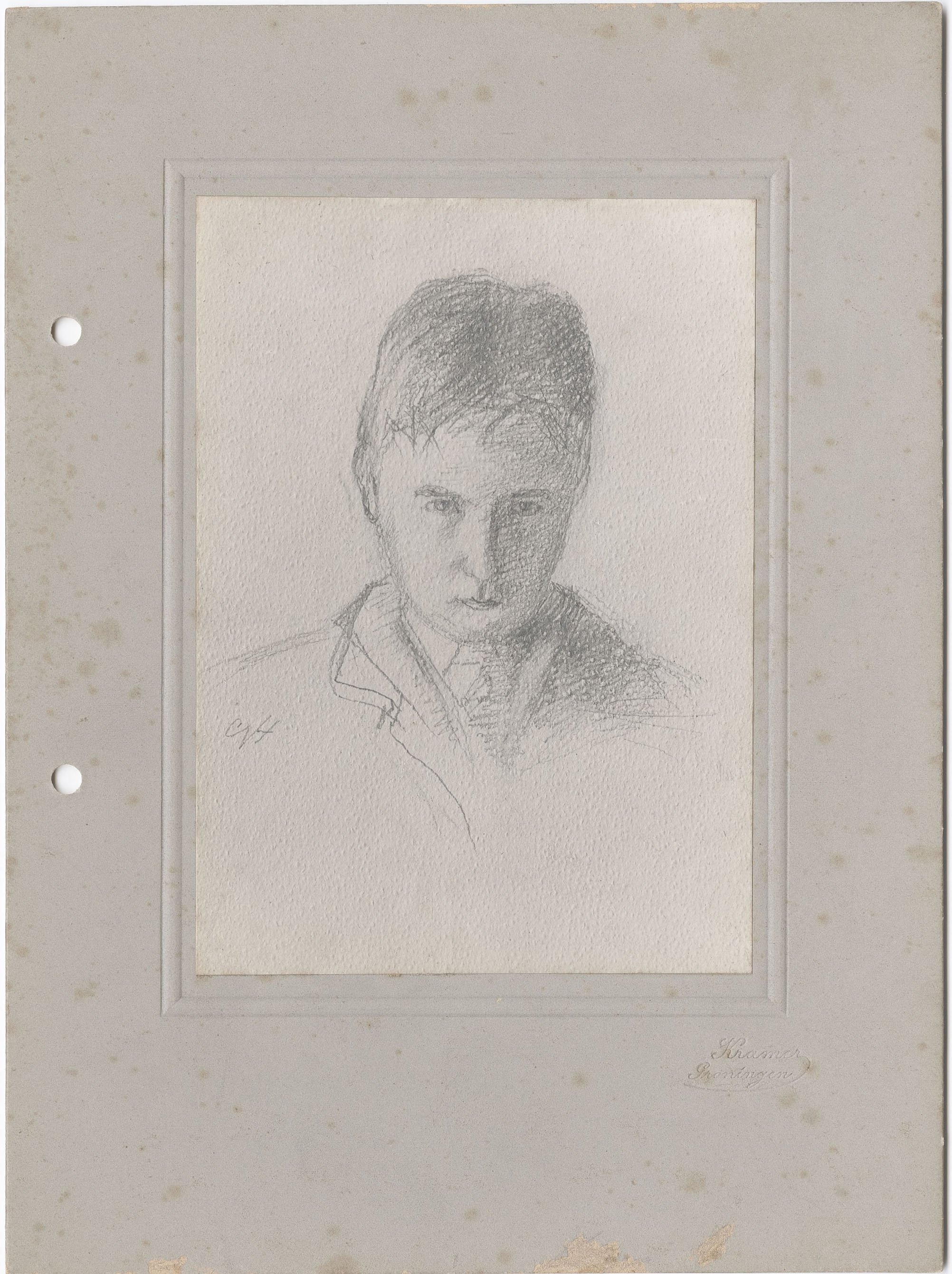
Zelfportret van Gerrit van Houten (1881)
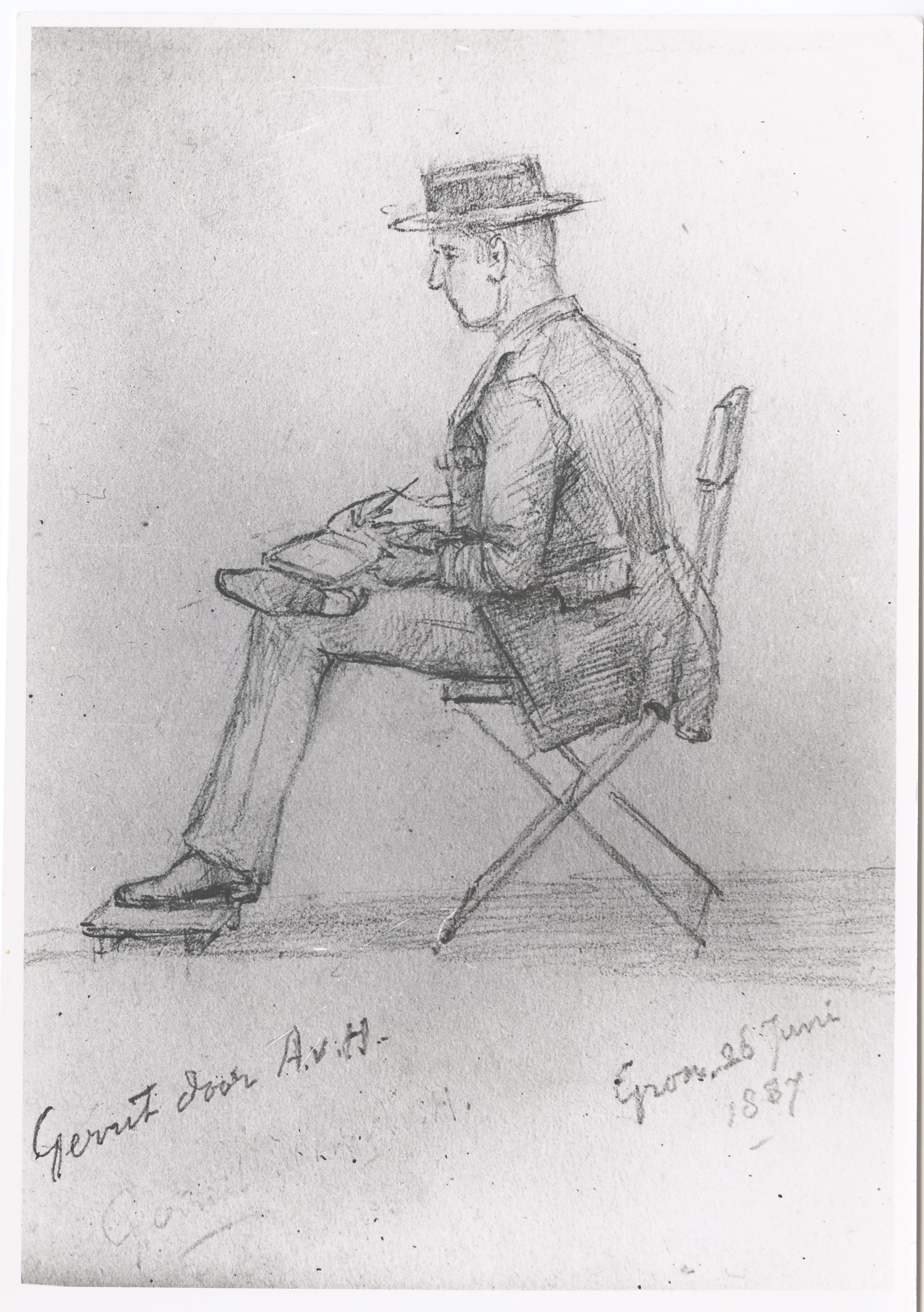
Gerrit van Houten, getekend door Alida van Houten (1887)